# マテウス・ダ・シウヴァ・ヴィタウ・アスンプソン
マテウス・ヴィタウ（Mateus Vital）ことマテウス・ダ・シウヴァ・ヴィタウ・アスンプソン（ポルトガル語: Matheus da Silva Vital Assumpção、1998年2月12日 - ）は、ブラジルのサッカー選手。ポジションはMF。

## クラブ歴
CRヴァスコ・ダ・ガマの下部組織出身でトップチームに昇格。
2018年に200万ユーロでSCコリンチャンス・パウリスタに移籍。同年のカンピオナート・パウリスタでは準決勝第2試合のサンパウロFC戦でPKとアシストを決め、決勝進出に大きく貢献した。その後ライバルのSEパルメイラスを倒し優勝した。

## 代表歴
U-23代表として第47回トゥーロン国際大会に参加し得点を決めた。